# 斯雷温贝县
斯雷温贝县，一译士黎温贝县、斯雷昂贝县，是柬埔寨西南省份戈公省下辖的一个县。柬埔寨华人称之为盐田县。